# China Blue High-definition Disc
China Blue High-Definition (CBHD) (中国蓝光高清光盘) (China High Definition DVD), är ett högupplöst optiskt skivformat som tillkännagavs i september 2007 av Optical Memory National Engineering Research Center (OMNERC) i Tsinghua University i Kina. Sedan juli 2009 leder CBHD över Blu-ray som det dominerande högupplösta formatet i Kina

## Historia
Ursprungligen kallad CH-DVD, är CBHD en gemensam satsning av DVD Forum och OMNERC. Utvecklingen inleddes 2005 och en tidig prototyp visades 2007. År 2008 under DVD Forums 42:a styrelsemöte gav DVD Forum OMNERC möjligheten att redigera HD DVD specifikationer.

## Teknik
Trots att ursprungligen varit baserad på DVD Forums HD DVD-format, finns det flera skillnader mellan de två formaten. CBHD använder Kinas  AVS audio och video codec, och ett nytt kopieringsskyddssystem istället för HD DVD och Blu-rays AACS. CBHD:s utvecklare hävdar att formatet innehåller flera kopieringsskydd och är en del av ett stort tryck från Kina för att bekämpa piratkopiering och skära ner på royalty för utländska patent.
Liksom HD DVD har CBHD-skivor en kapacitet på 30 GB och kan använda befintliga produktionslinjer för DVD.

## Industristöd
I början av mars 2009 meddelade Warner Bros att de skulle stödja CBHD-formatet, inledningsvis med titlar som Harry Potter-serien och Blood Diamond, med skivor som säljs för mellan 50 och 70 yuan (ungefär 52 kr till 73 kr).